# Bataille de Fotokol (2015)
Insurrection de Boko Haram
La bataille de Fotokol le 4 février 2015 a lieu pendant l'insurrection de Boko Haram.

## Prélude
En janvier 2015, l'armée tchadienne est intervenue pour soutenir le Cameroun, attaqué sur sa frontière par Boko Haram. Le 28 janvier, la ville camerounaise de Fotokol a accueilli un contingent de 2 000 soldats tchadiens venus combattre le groupe djihadiste. Le 30, les Tchadiens ont repoussé une attaque djihadiste à Bodo, puis le 3 février, ils ont franchi la frontière et se sont emparés de la ville nigériane de Gamboru Ngala.

## Déroulement
Le 4 février à l'aube, les forces de Boko Haram lancent une contre-attaque, elles contournent les positions tchadiennes et attaquent la ville de Fotokol. Vers 2 heures du matin, un premier groupe arrive discrètement sur place, puis vers 4 heures 30, au deuxième appel de la prière, un second groupe franchit le pont et prend en tenaille les soldats camerounais postés dans le secteur. Les djihadistes attaquent aussitôt les civils, ils entrent dans la grande mosquée de la ville et y tuent au moins une trentaine de personnes, plusieurs sont égorgées dont le grand marabout. Les assaillants pénètrent également dans trois autres mosquées et massacrent tous ceux qui se trouvent à l'intérieur. Les tueries durent près de six heures, les djihadistes ratissent plusieurs quartiers et pénètrent dans les maisons, ils abattent tous les hommes mais épargnent les femmes et les enfants. La grande mosquée et une soixantaine de maisons sont incendiées,,,.

Les forces camerounaises interviennent, des troupes sont envoyées en renfort depuis les villes de Kousséri, Mora et Kolofata, tandis que de l'autre côté de la frontière une partie des troupes tchadiennes à Gamboru Ngala retraversent le pont et regagnent Fotokol. Les combats s'engagent vers 10 heures et durent jusqu'en fin de matinée, les djihadistes sont finalement repoussés hors de la ville,,,.

## Bilan humain
Le soir du combat, RFI et Jeune Afrique rapportent que selon des médias locaux, sept soldats camerounais, neuf Tchadiens et entre 50 et 100 djihadistes sont morts lors des affrontements,. Le bilan monte ensuite à 13 tués pour les Tchadiens. Selon Issa Tchiroma Bakary, ministre camerounais de la Communication, les assaillants étaient au nombre de 800 et au moins 50 d'entre eux ont été tués.
L' AFP indique que près de 70 civils et au moins six soldats camerounais ont été tués selon des sources sécuritaires présentes à Fotokol, tandis que Reuters rapporte que d'après un responsable local une centaine de personnes ont été tuées par les hommes de Boko Haram. Des témoignages sont recueillis par Boukar, travailleur au sein d'une association locale en faveur des droits de l’Homme, qui déclare à France 24 qu'un bilan de 370 morts et 248 blessés civils circule, mais ces chiffres ne sont pas vérifiés. Le 5 février, un bilan non-officiel du journal camerounais L'Œil du Sahel fait état, d'après des sources militaires, de la mort de 400 civils, 143 à 300 djihadistes, 16 militaires tchadiens et 7 militaires camerounais,. De son côté, Alwihda Info donne un bilan plus précis de 397 civils et 327 combattants de Boko Haram tués. Le même jour, le ministre camerounais de la Défense, Edgar Alain Mébé Ngo'o, déclare que les combats et les massacres ont causé la mort de 81 civils, 13 militaires tchadiens et 6 militaires camerounais. Le 6, RFI rapporte que malgré le bilan de l'armée, de nombreux témoins sur place parlent de 400 morts.

## Vidéographie
- [vidéo] Reportage au Cameroun à Fotokol, ville dévastée par Boko Haram BFMTV, 19 février 2015.
- [vidéo] Sur le front de la guerre contre Boko Haram, Paris Match, 11 février 2015.
- [vidéo] CAMEROUN - Fotokol, ville martyre et point stratégique de la lutte contre Boko Haram, France 24, 19 février 2015.